# Министерство трудовых ресурсов и социального обеспечения КНР
Министерство трудовых ресурсов и социального обеспечения КНР является министерством при Госсовете, которое отвечает за национальную политику труда, стандартов, регламентов и управления народным социальным обеспечением. Это включает в себя управление рабочей силой, санацию трудовых отношений, социальное страхование и управление правовым строительством труда. Государственное бюро государственных служащих отчитывается перед министерством.

## Обязанности
Министерство несёт ответственность за управление рынком труда в материковом Китае. Из-за финансового кризиса 2008 года и кризиса 2000-х годов, министерство рекомендовало компаниям для предотвращения и контроля кризиса большое сокращение персонала. Ведомство вместе с другими государственными учреждениями оказывает помощь трудоёмким отраслям и предприятиям по созданию большего числа рабочих мест. По локальным данным, министерство уделяет приоритетное внимание трудящимся-мигрантам, уволенным рабочим, бедным людям и выпускникам университетов и колледжей в предоставлении работы.